# Mahim Bora
Mahim Bora (em assamês:  মহিম বৰা) (Distrito de Nagaon, 1924) é um escritor e educador indiano de Assam. Ele foi eleito como presidente de Asam Sahitya Sabha mantido em 1989 em Doom Dooma. Ele foi premiado com mais notavelmente com Padma Shri, Prêmio de Sahitya Akademi e Prêmio Literário de Assam Valley.[carece de fontes?]